# 숨몬테
숨몬테(이탈리아어: Summonte)는 이탈리아 캄파니아주 아벨리노도의 코무네다.